# Cis alluaudi
Cis alluaudi es una especie de coleóptero de la familia Ciidae.

## Distribución geográfica
Habita en África Occidental, Costa de Marfil.